# 尼可拉斯·勞倫斯·伯曼
尼可拉斯·勞倫斯·伯曼（Nicolaas Laurens Burman，1734年12月27日—1793年9月11日）是一名荷蘭植物學家，為約翰納斯·伯曼（Johannes Burman）之子。他繼承了父親於Athenaeum Illustre以及霍特斯植物園的植物學教授職位，保持與卡爾·林奈的聯繫並在西元1760年和他共事於烏普薩拉大學。著有多本書包含Specimen botanicum de geraniis (1759)以及Flora Indica (1768)，後者由約翰·格哈德·柯尼希（Johann Gerhard König）接力完成。

## 文獻
1. ↑  . 作者細節. IPNI. 1991年3月3日  [2016年2月9日]. （原始内容存档于2012年10月15日）.
2. ↑  . International Plant Names Index.